# Jüdische Gemeinde Humpolec

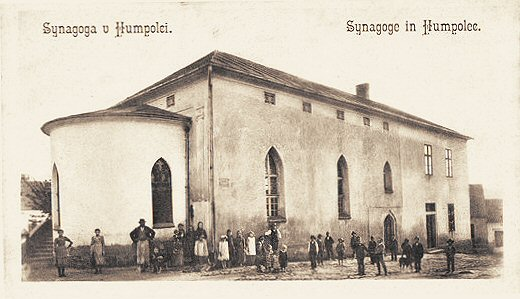
Synagoge in Humpolec, historische Aufnahme ca. 1910

Die Jüdische Gemeinde in Humpolec (deutsch Humpoletz, vor allem 1939–1945 auch Gumpolds), einer Stadt im Bezirk Okres Pelhřimov in Tschechien, bestand seit dem 14. Jahrhundert.

## Geschichte
| Gemeindeentwicklung |                  |                                               |
| Jahr                | Gemeindefamilien | Anmerkung                                     |
| 1385                | "einige"         |                                               |
| 1618                | ?                |                                               |
| 1719                | 10               | (etwa 52 Personen)                            |
| 1724                | 12               |                                               |
| 1783                | 28               |                                               |
| 1787                | 24               |                                               |
| 1840                | 34 (bzw. 40)     | (280 Personen)                                |
| 1849                | 40               | 340 Personen, 7 % der Gesamtbevölkerung       |
| 1850                | 61               | 280 (340) Personen, 6 % der Gesamtbevölkerung |
| 1880                |                  | 343 Personen, 6 % der Bevölkerung             |
| 1890                |                  | 324 Personen                                  |
| 1900                |                  | 196 Personen, 3 % der Gesamtbevölkerung       |
| 1930                |                  | 89, 1 % der Gesamtbevölkerung                 |

Die erste schriftliche Erwähnung jüdischer Bevölkerung in Humpolec befindet sich in einer Urkunde vom 15. Mai  1385 aus den Funden im nahgelegenen Kloster Želiv. Es werden darin "einige jüdische Familien" erwähnt, die in Humpolec siedelten. Sie haben jedoch in den Folgejahren die Gemeinde aus unbekannten Gründen verlassen. Erst im Zensus von 1719 werden im Archiv der jüdischen Gemeinde 10 Familien erwähnt.
Zu den Zensuszahlen von 1618 gibt es unterschiedliche Angaben: während Adolf Brock in seiner älteren Arbeit zu diesem Zeitpunkt keine jüdischen Bewohner in Humpolec anführt, spricht Jiří Fiedler über eine urkundlich bestätigte Familie in Humpolec und somit über den Beginn einer neuen jüdischen Besiedlung., ebenfalls über "einige Familien 1618 berichtet Jiří Rychetský. Brock räumt allerdings ein, dass die Juden aus Humpolec möglicherweise in der Gemeinde Herálec berücksichtigt wurden, weil Humpolec damals aus Herálec verwaltet wurde und die Juden  außerdem der direkten Jurisdiktion der Obrigkeit des Schlosses Humpolec unterstellt wurden,  unter ihrem Schutz standen und Schutzgebühren an die Schlossherren zahlen mussten.
Die Anzahl der jüdischen Familien wuchs dann kontinuierlich und erreichte in der zweiten Hälfte des 19. Jahrhunderts ihren Höhepunkt. Die jüdische Bevölkerung lebte südlich des Stadtkerns in der sog. Jüdischen Stadt (Židovské Město), die auch "Zichpil" genannt wurde. Sie bestand Mitte des 19. Jahrhunderts aus etwa 30 Häusern, einem zentralen Platz und einigen Gassen.
Nach 1890 zeichnete sich eine stetige Abnahme der jüdischen Bevölkerung in Humpolec durch Wegzug ab. 1915 und dann 1916 bis 1918 hielten sich in der Umgebung der Stadt vorübergehend bis zu 724 jüdische Flüchtlinge aus Galizien auf, deren Anwesenheit jedoch zu einer zunehmend antisemitischen Einstellung der übrigen christlichen Bevölkerung führte. Nach einer deutlichen Abnahme der jüdischen Bevölkerung in den 1930er Jahren kam es 1939–1945 während des Protektorats Böhmen und Mähren zu Ausrottung beziehungsweise Deportation aller dort noch lebenden Juden. Nach dem Kriegsende kehrte elf jüdische Überlebende zurück, die jüdische Gemeinde als solche wurde jedoch nicht mehr erneuert.
Innerhalb des ehemaligen Ghettos befindet sich auch die 1760 erbaute Synagoge von Humpolec, etwa 1 km östlich liegt der Jüdische Friedhof von Humpolec.

## Persönlichkeiten
Zu den Vorsitzenden der jüdischen Gemeinde in Humpolec in der Zeit von 1719 bis 1902 gehörten: Isák Marek Falg (1719–?), Isák Michal Neumann (?–1797), Kopelman Bondy (1787–1901), Löwy Bauer (1801–1807), Šalamoun Beck (1807–1824), Benjamin Stiassny (1824–?), Simon Horner (?–1842), Gabriel Hellmann (1842/43), Rubín Bauer (1843/44), Aron Löwy (1844–1846), Emanuel Pollák (1846–1857), Albert Bauer (1857/58), Leopold Löwy (1858/59), Ignác Hellmann (1859–1864), Marek Bauer (1864–1879), Leopold Haller (1879–1881), Moric Bondy (1881–1887), Dr. jur. Alexander Frank (1887–1902), Dr. jur. Zibrid Lederer (1902–?).
In Humpolec wurden außerdem folgende jüdische Persönlichkeiten geboren:
- Josef Stránský, Komponist und Dirigent
- Gustav Mahler, Komponist und Dirigent, (geboren in Kaliště bei Humpolec)
- Ernst Mandler, Maler (1886–1964).
- Jakob Kafka (1814–1889), der Großvater von Franz Kafka